# Tridactyle virginea
Tridactyle virginea är en orkidéart som beskrevs av Phillip James Cribb och La Croix. Tridactyle virginea ingår i släktet Tridactyle och familjen orkidéer. Inga underarter finns listade i Catalogue of Life.